# Millerton (Iowa)
Millerton – miasto w Stanach Zjednoczonych, w stanie Iowa, w hrabstwie Wayne. Zgodnie ze spisem statystycznym z 2000 roku, miasto liczyło 48 mieszkańców.